# Pelagia (Łódź)
Pour les articles homonymes, voir Pelagia (homonymie).
Pelagia (prononciation [pɛˈlaɡʲa]) est un village de la gmina de Wodzierady, du powiat de Łask, dans la voïvodie de Łódź, situé dans le centre de la Pologne.
Il se situe à environ 4 kilomètres au sud-ouest de Wodzierady (siège de la gmina), 12 kilomètres au nord de Łask (siège du powiat) et 26 kilomètres au sud-ouest de Łódź (capitale de la voïvodie).
Sa population s'élevait approximativement à 50 habitants en 2006.

## Administration
De 1975 à 1998, le village était attaché administrativement à l'ancienne voïvodie de Sieradz.

Depuis 1999, il fait partie de la nouvelle voïvodie de Łódź.